# Bioscoop Tower

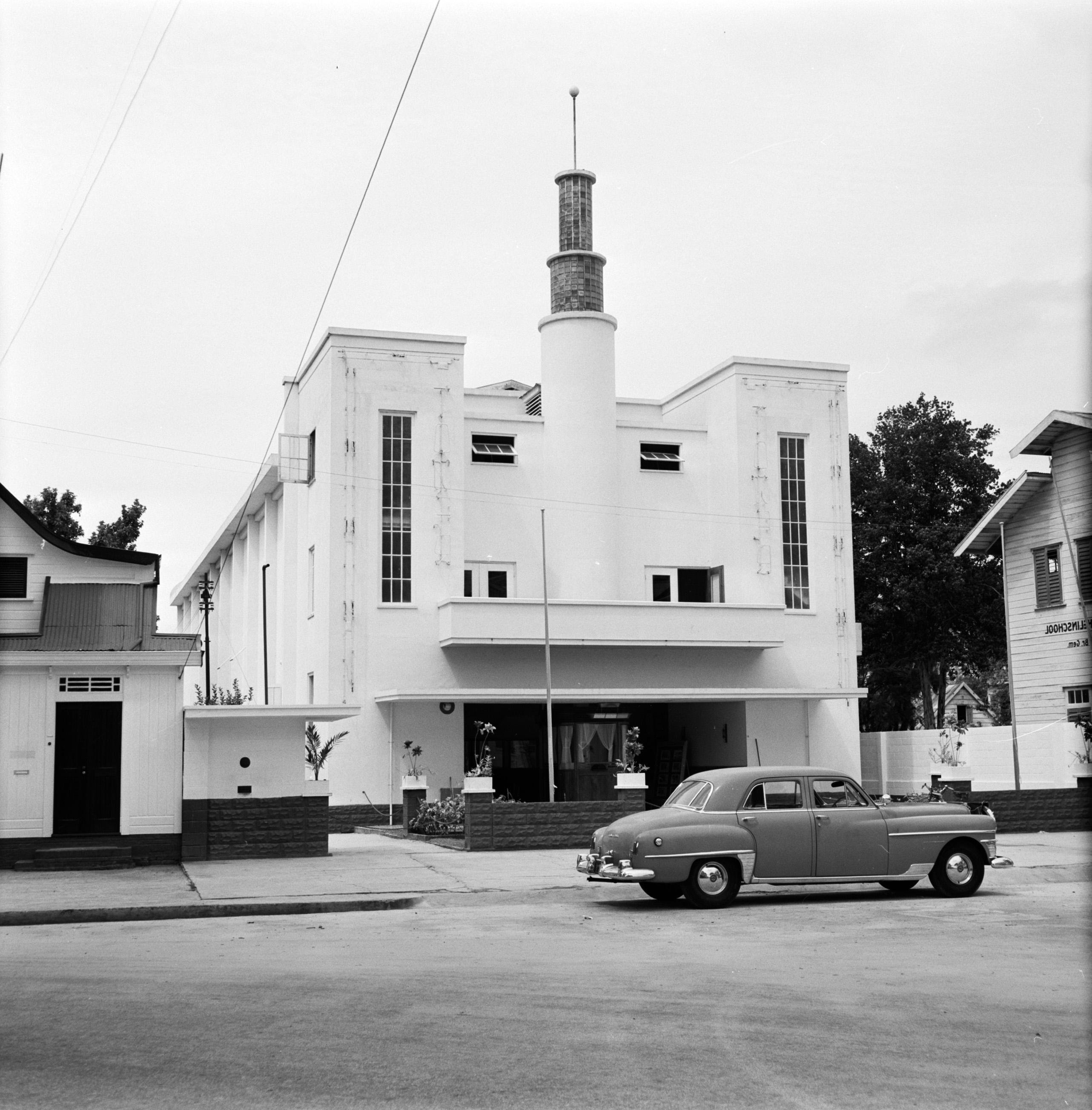
Bioscoop Tower in 1955, gebouwd in art-deco-stijl in 1948.

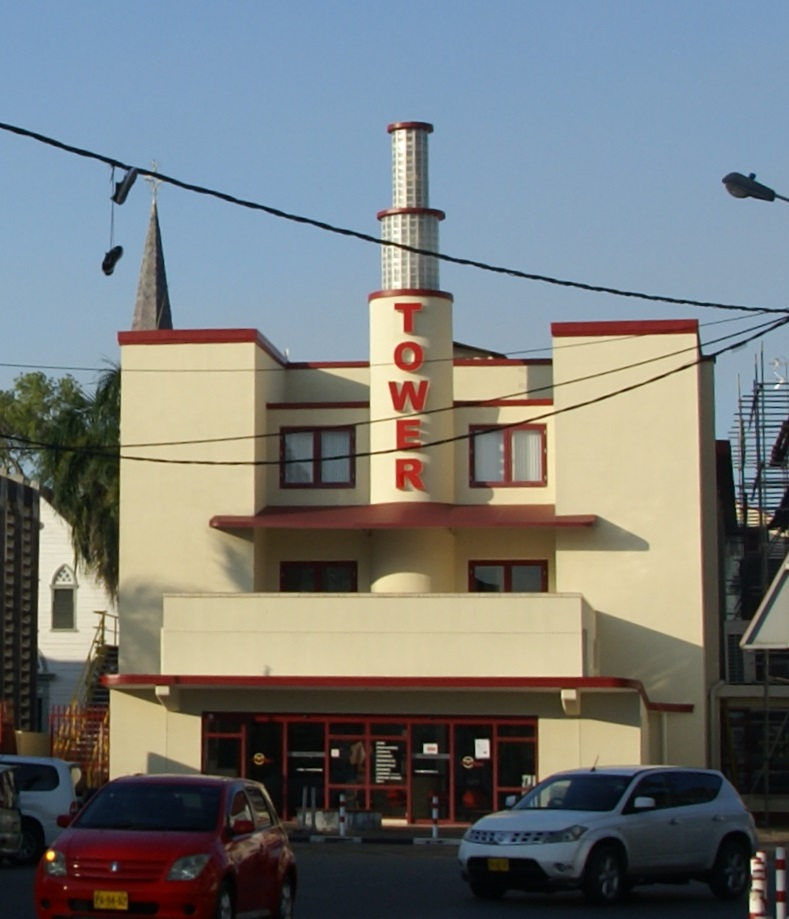
Bioscoop Tower in september 2016, nog met neonletters.

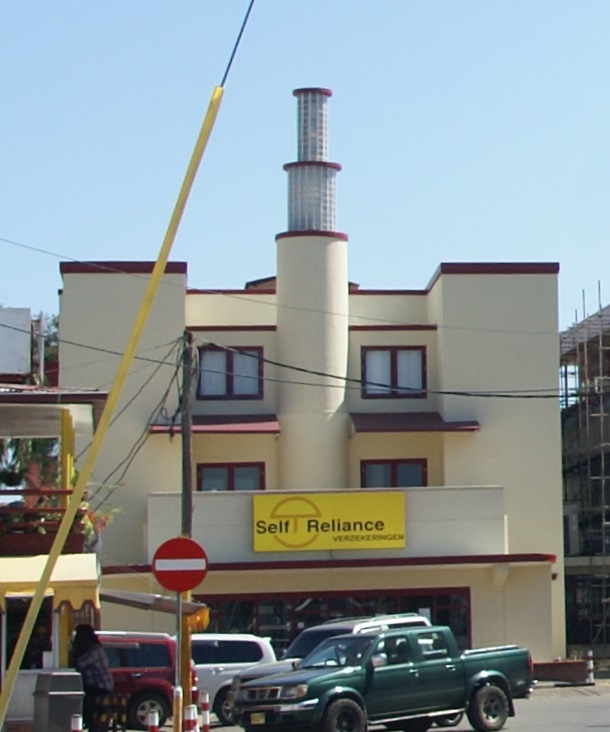
De voormalige bioscoop met het logo van de nieuwe eigenaar (oktober 2016).

Bioscoop Tower was een bioscoop aan Heerenstraat 50 in Paramaribo (Suriname) die bestond tussen 1948 en 1998.
Het gebouw was geïnspireerd op de Amerikaanse art deco. Met een lengte van 45 meter en een breedte van 13,5 meter bood het plaats aan 760 bezoekers. Voor de luchtverversing waren er twee blowers geïnstalleerd, die in verbinding stonden met een speciale inrichting tussen dak en plafond. De bioscoop had één zaal die zich bevond op de eerste verdieping.

## Geschiedenis
Het bioscooptheater Tower werd in juni 1948 geopend. Het werd gebouwd in opdracht van de familie De la Fuente. Op de plaats waar het pand verrees, stond eerder het redactiekantoor van De West. Het ontwerp van de Nederlandsche Maatschappij voor Havenwerken werd uitgevoerd door H. Welles, waarbij het technisch toezicht werd gedaan door Wilem Eduard Sniphout (1890-1972). Het gebouw werd geheel opgetrokken uit gewapend beton.
De Tower was niet de eerste plek waar in Suriname films vertoond werden. In 1898 werden er al films getoond in een huis op de hoek van de Watermolenstraat en de Heerenstraat. In 1899 werden er ook films vertoond in theater Thalia. In 1912 kwamen er nog eens drie plekken bij: Theater Sheurlen, de Cinema Pathé Frères (die in 1913 verhuisde naar de Domineestraat en daar Bioscoop Bellevue zou heten) en de Hollands-Amerikaanse Bioscoop. In 1937 werd Luxor geopend ter vervanging van de eerdere bioscoop Cinema Elisa.
Op 1 januari 1974 werd de Bioscoop Tower, samen met onder meer Bioscoop Bellevue, verkocht aan een buitenlandse maatschappij genaamd National Films, Trinidad Ltd. In 1978 bleek de Tower in slechte staat, had last van ongedierte en draaide films die vaak in slechte staat verkeerden door veelvuldig gebruik. In 1998 sloot de bioscoop zijn deuren. De verzekeringsmaatschappij die zetelde in het gebouw ernaast, kocht het pand als uitbreiding van zijn kantoorruimte. De oorspronkelijke voorgevel werd hierbij aangepast.